# Hippocampus fuscus
Hippocampus fuscus es una especie de pez de la familia Syngnathidae en el orden de los Syngnathiformes.

## Morfología
Los machos pueden llegar alcanzar los 14,4 cm de longitud total.

## Distribución geográfica
Se encuentra en el Mar Rojo, Arabia Saudita, Yibuti y Sri Lanka.